# Emma Gullstrand
Anna Emma Greta Görebrant Gullstrand, född 13 september 2000 i Jönköping, är en svensk simhoppare. Hon tävlar för Jönköpings Simsällskap. Sedan januari 2021 är hon bosatt i Miami.
Gullstrand tävlade i simhopp vid olympiska sommarspelen 2020 i Tokyo, vilket gjorde henne till den första svensken att tävla i simhopp sedan  olympiska sommarspelen 2012. Hon tog sig vidare till OS-semifinalen men inte till finalen.
I maj 2021 tog hon brons på tre meter svikthopp vid europamästerskapet i simhopp i Budapest.
Gullstrand utsågs till årets svenska kvinnliga simhoppare 2019 och 2022.

## Meriter

### Senior
- JEM
  - Simhopp, 3 meter
    - 2018 i Helsingfors - 3:a
- SM
  - Simhopp, 3 meter
    - 2018 i Karlskoga - 1:a
- FINA GP
  - Simhopp, 3 meter
    - 2020 i Madrid - 3:a[14]
- EM
  - Simhopp, 3 meter
    - 2021 i Budapest - 3:a[15]